# Арболетес
Арболетес (исп. Arboletes) — город и муниципалитет на северо-западе Колумбии, на территории департамента Антьокия. Входит в состав субрегиона Ураба.

## История
Поселение, из которого позднее вырос город, было основано 20 июля 1920 года. Муниципалитет Арболетес был выделен в отдельную административную единицу в 1958 году.

## Географическое положение

Муниципалитет Арболетес

Город расположен в северо-западной части департамента, на берегу Карибского моря, на расстоянии приблизительно 298 километров к северо-северо-западу (NNW) от Медельина, административного центра департамента. Абсолютная высота — 0 метров над уровнем моря.

Муниципалитет Арболетес граничит на северо-западе с муниципалитетом Сан-Хуан-де-Ураба, на юго-западе — с муниципалитетом Некокли, на юге — с муниципалитетом Турбо, на юго-востоке — с муниципалитетом Сан-Педро-де-Ураба, на востоке — с территорией департамента Кордова, на севере омывается водами Карибского моря. Площадь муниципалитета составляет 710 км².

## Население
По данным Национального административного департамента статистики Колумбии, совокупная численность населения города и муниципалитета в 2013 году составляла 38 100 человек.
Динамика численности населения муниципалитета по годам:
| 2005   | 2006   | 2007   | 2008   | 2009   | 2010   | 2011   | 2012   | 2013   |
| ------ | ------ | ------ | ------ | ------ | ------ | ------ | ------ | ------ |
| 30 738 | 31 609 | 32 493 | 33 385 | 34 293 | 35 212 | 36 149 | 37 124 | 38 100 |

Согласно данным переписи 2005 года мужчины составляли 51,6 % от населения Арболетеса, женщины — соответственно 48,4 %. В расовом отношении белые и метисы составляли 63,7 % от населения города; негры, мулаты и райсальцы — 34 %; индейцы — 2,3 %.
Уровень грамотности среди всего населения составлял 77,4 %.

## Экономика
Основу экономики Арболетеса составляют сельскохозяйственное производство и рыболовство. На территории муниципалитета выращивают кукурузу, бананы, юкку, рис и другие культуры. Развито скотоводство.

61 % от общего числа городских и муниципальных предприятий составляют предприятия торговой сферы, 32,3 % — предприятия сферы обслуживания, 6,5 % — промышленные предприятия, 0,2 % — предприятия иных отраслей экономики.